# HTC One
Le HTC One ou HTC One M7 est un smartphone conçu et fabriqué par HTC, sorti en avril 2013.
Fer de lance de HTC, il utilise le système d'exploitation Android 4.3 avec comme interface graphique HTC Sense 5.5. Il est le premier de la gamme One qui représente à partir de là le haut-de-gamme de HTC. Il sera suivi dans ce rôle par le One (M8) l'année suivante.
Il est doté d'un capteur photo de 4 Mpx, utilisant la technologie « UltraPixel » qui absorbe plus de lumière lors de la prise photo. Il intègre de nombreuses fonctionnalités pour la partie photo notamment une fonction nommée HTC Zoe, et des haut-parleurs stéréo pour l'écoute de musique ou le visionnage de vidéos.

## Caractéristiques techniques
- Processeur Qualcomm Snapdragon 600 quad-core à 1,7 GHz.
- Écran Full HD (1 920 × 1 080) de 4,7 pouces.
- Capteur photo dorsal de 4 Mpx (Technologie « Ultrapixel »), avec objectif 28 mm F/2.0
- Capteur photo frontal de 2,1 Mpx, avec objectif grand angle de 88°.
- Batterie Lithium-polymère de 2 300 mAh.
- LTE (4G), WI-FI a/ac/b/g/n, Bluetooth 4.0 avec aptX.
- Son « Beats Audio ».

## Particularités

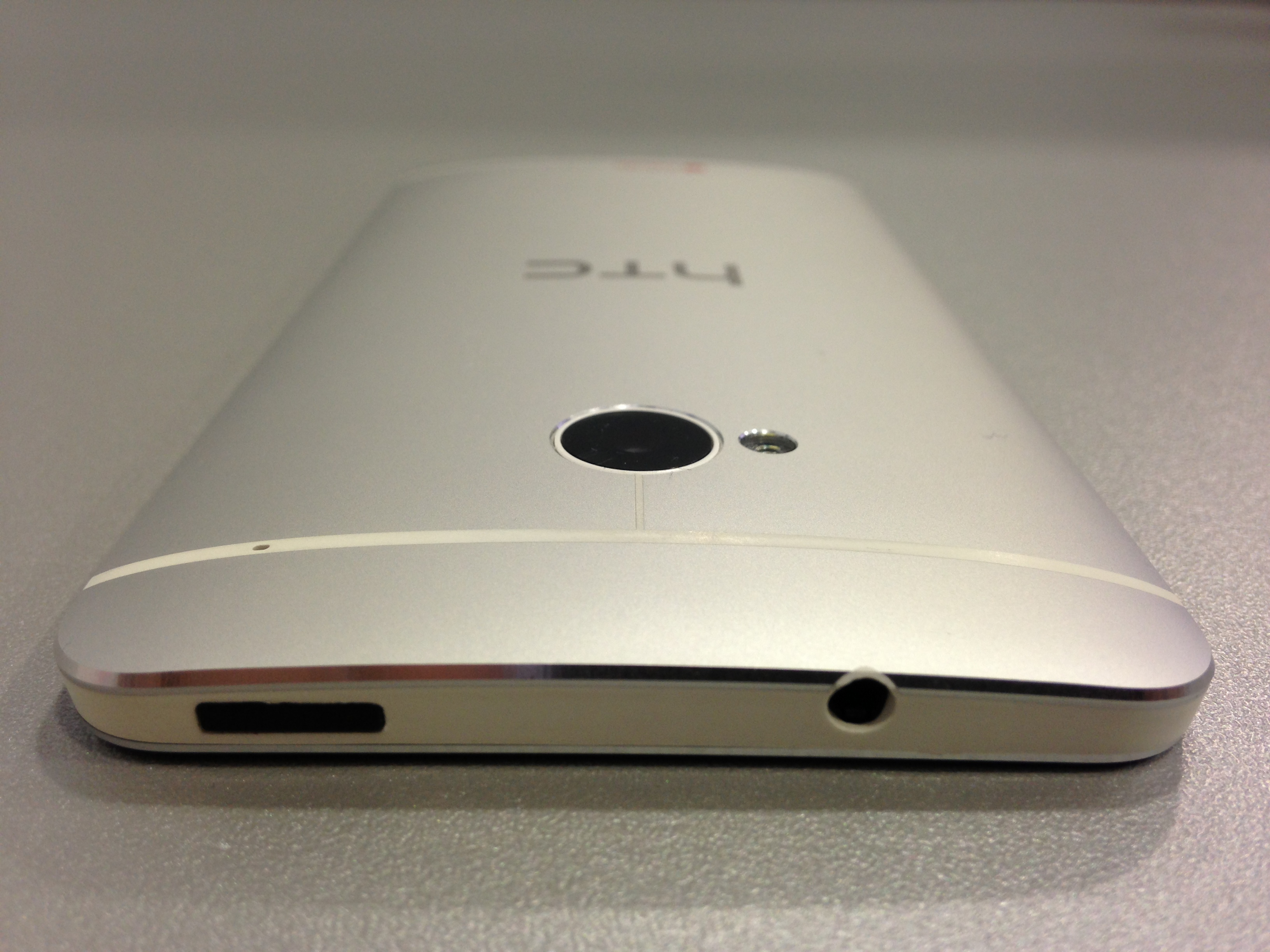
Le dos bombé du One.

L'une des spécificités du One, sur laquelle HTC a beaucoup communiqué, se situe au niveau de l'appareil photo et est nommée Ultrapixel. Elle consiste en l'utilisation au niveau du capteur photographique de photosites plus grands que la moyenne, afin que ceux-ci captent plus de lumière et de réduire le bruit numérique présent sur les photos prises en basse lumière. Les photosites étant plus grands, cela résulte également en une définition plus faible que la concurrence, de « seulement » 4 mégapixels.
Le One inaugure un nouveau design unibody en aluminium, qui sera repris de manière assez proche pour les smartphones suivants de la marque comme le HTC One (M8). Il intègre deux haut-parleurs situés en haut et en bas de l'écran, et donc placés de chaque côté de l'écran lorsque le téléphone est orienté en paysage, permettant une écoute en stéréo. Le placement de ces deux grilles sera également repris sur d'autres téléphones HTC et participent à rendre distinctif le design de la marque. Le dos en aluminium quant à lui, est légèrement bombé, ce qui permet une bonne prise en main.

## Réception
La presse spécialisée lui a globalement réservé un bon accueil. Il est notamment loué pour son excellente qualité de fabrication et la « noblesse » des matériaux utilisés pour sa fabrication (coque unicorps en aluminium) qui lui confère un certain cachet. Il a par ailleurs été élu « Smartphone de l'année » lors du Mobile World Congress 2013.
Il a été vendu à 7 millions d'exemplaires, chiffre qui sera dépassé par son successeur le One (M8), avec 8 millions de ventes.

## Galerie

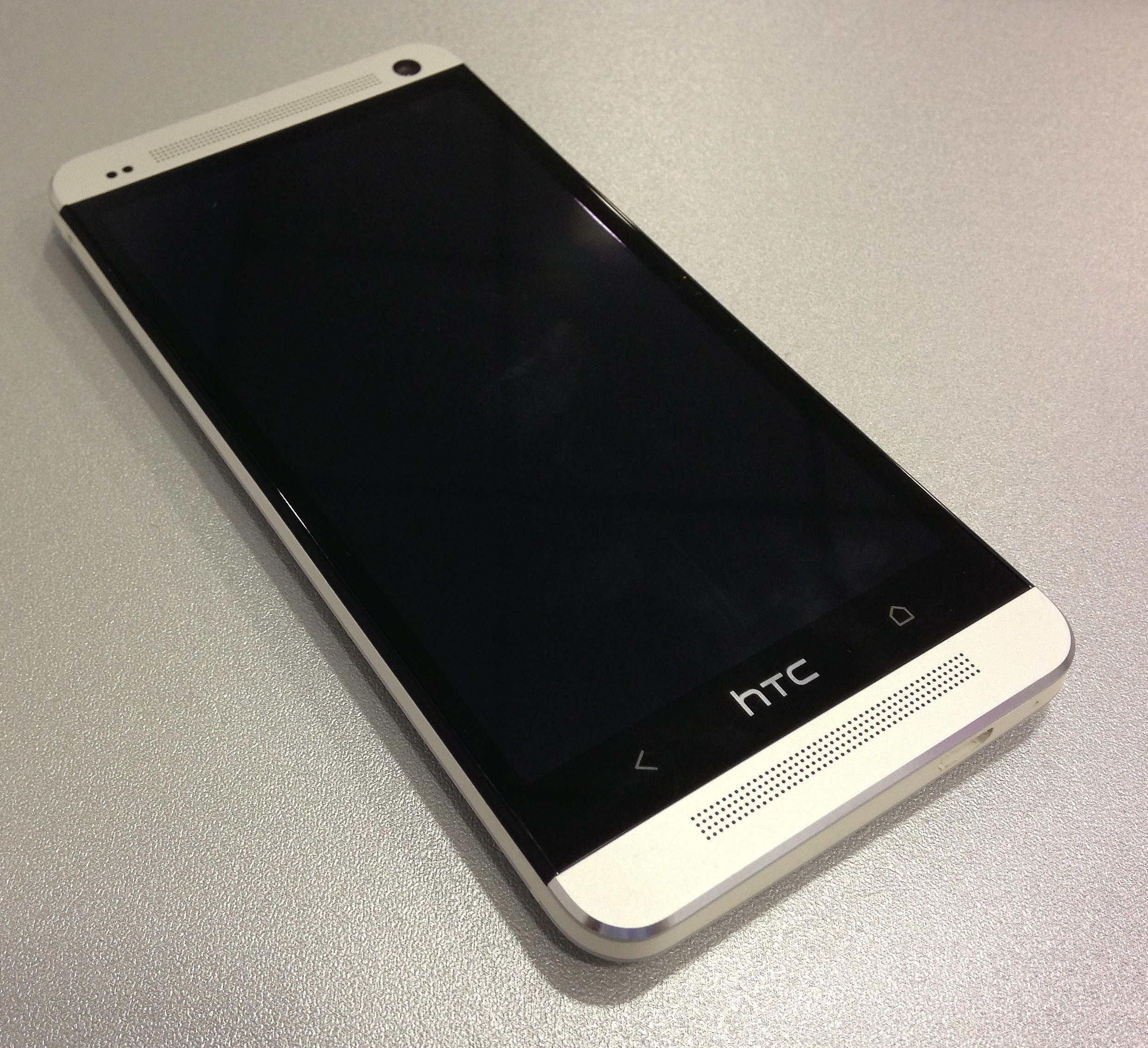
Le One de face.
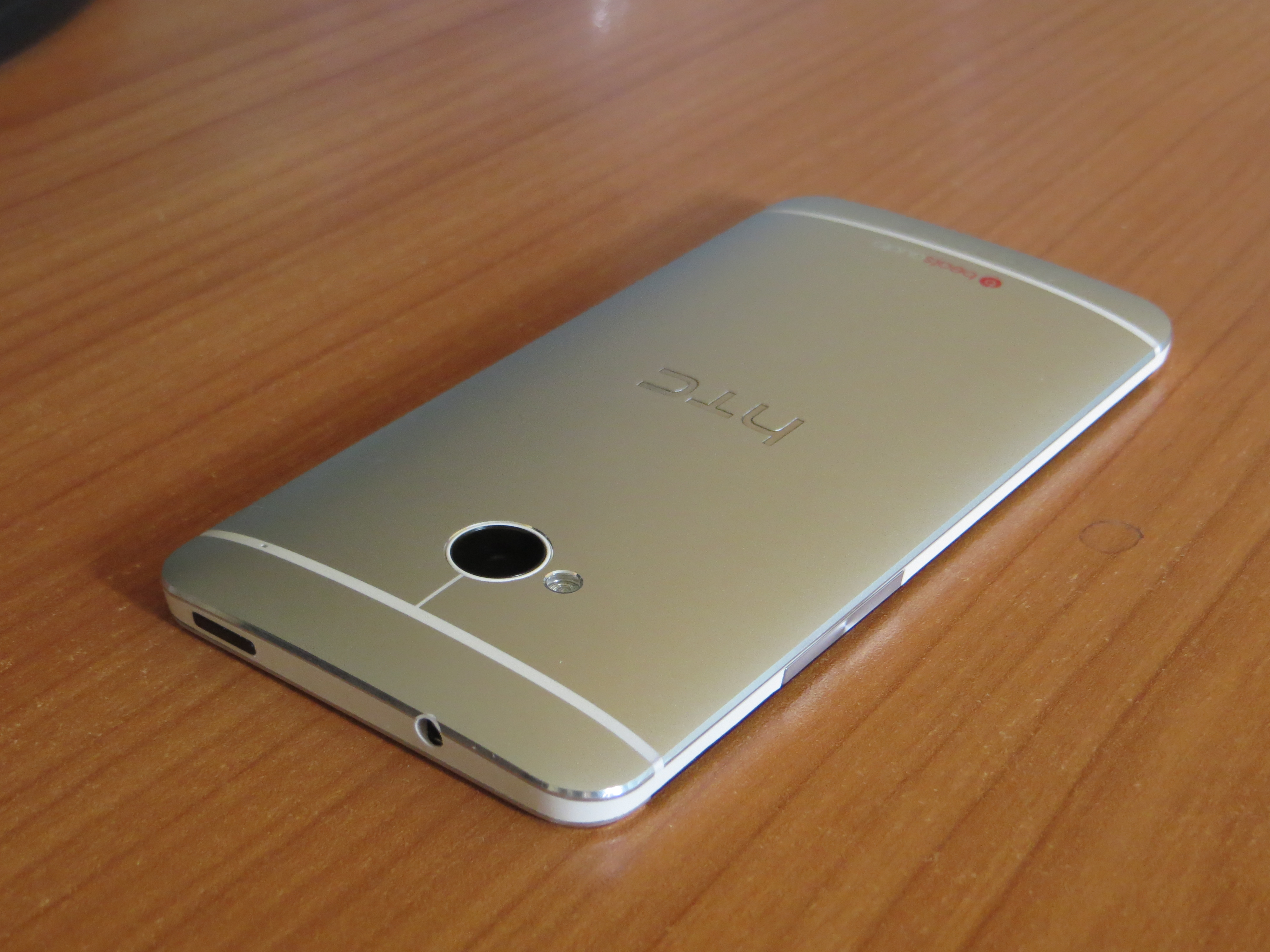
Le One de dos.
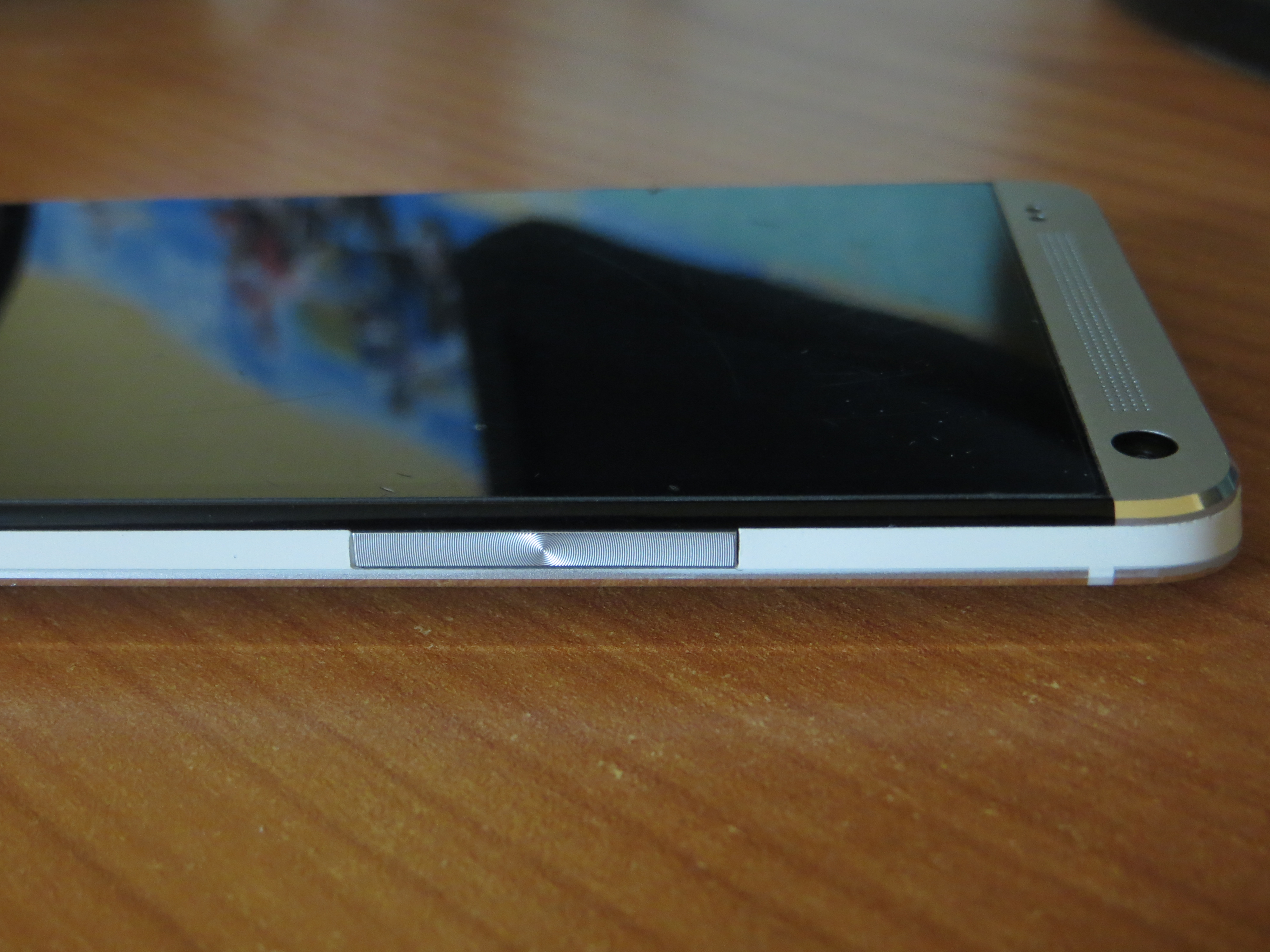
Le côté droit, avec les touches de volume.

## Variantes et dérivés
Le One, premier smartphone de la gamme du même nom, a initié un design nouveau pour la marque qui a été repris de nombreuses fois notamment avec ses successeurs One (M8) et One M9.

### One Max

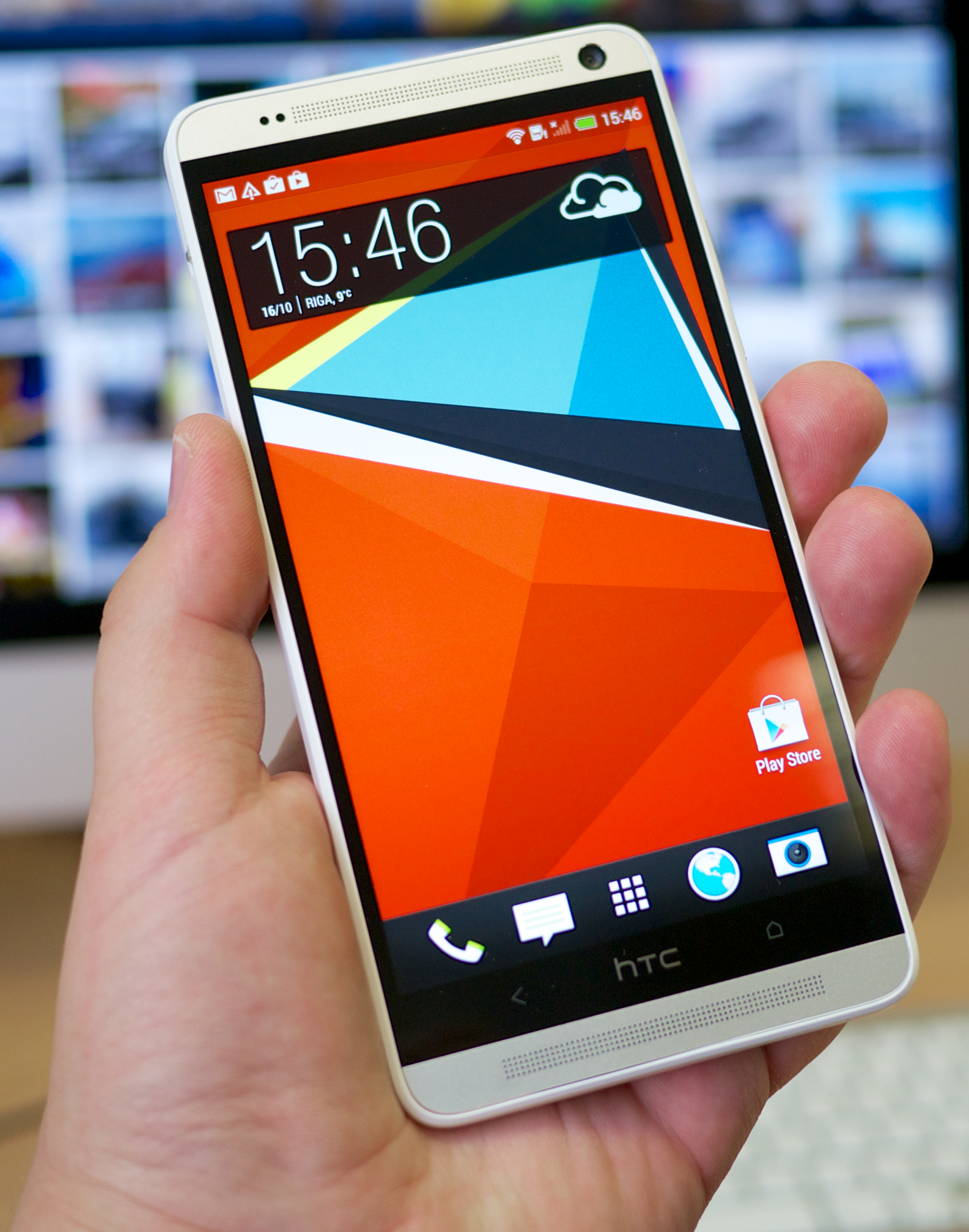
Le One Max et son grand écran de 5.9 pouces.

Le One Max est une version plus grande du One, qu'on peut mettre dans la catégorie des phablettes. Il a un écran de 5,9 pouces Super LCD en définition Full HD et est équipé du même processeur Snapdragon 600 à 1,7 GHz. Il dispose cependant d'un scanner d'empreintes digitales, et sa batterie a une plus grande capacité, avec 3 300 mAh.

### One Mini
Le One Mini est une version allégée (plus petite et moins performante) du One. Il a un écran de 4,3 pouces d'une définition de 1 280 × 720 pixels, et un processeur Qualcomm Snapdragon 400 dual-core cadencé à 1,4 GHz.
Une version en édition limitée a été dessinée par le designer David Koma, à l'occasion de la Fashion Week de Londres en 2013.

### Desire 601
Mobile de moyenne gamme de la gamme Desire, le Desire 601 reprend un design proche de celui du HTC One, tout en ayant des caractéristiques inférieures : écran de 4,5 pouces 960*540 pixels, Snapdragon 400 à 1,4 GHz, 1 Go de RAM.

### One (M8)
Sorti en 2014, le One (M8) est le successeur du One, lequel est appelé One M7 à partir de la sortie de celui-ci. Il dispose d'un design tout en métal (coque unibody), intègre un processeur Snapdragon 801, une mémoire vive de 2 Go, un écran full HD de 5 pouces, un son « Boomsound ». Sa différence principale, hormis les avancées techniques par rapport à son prédécesseur One M7, vient du fait qu'il dispose de deux capteurs dorsaux pour la photographie. Le capteur principal capture l'image et le second sert à enregistrer des informations sur la profondeur de champ, afin d'apporter des modifications sur la prise de vue a posteriori.
À sa sortie, il a été décliné en trois coloris : gris, gris foncé et or. Par la suite d'autres couleurs font leur apparition comme le rouge et le bleu.

### One M9
La version 2015 du modèle étendard de HTC, le One M9 a été présentée le 1er mars 2015 lors du Mobile World Congress 2015 à Barcelone. Le HTC One M9 dispose d'un écran d'une diagonale de 5" (Full HD), un processeur Qualcomm Snapdragon 810, 3 Go de RAM, un capteur dorsal de 20 mégapixels, le tout sous Android 5.0 avec la surcouche Sense 7.